# Lapseki

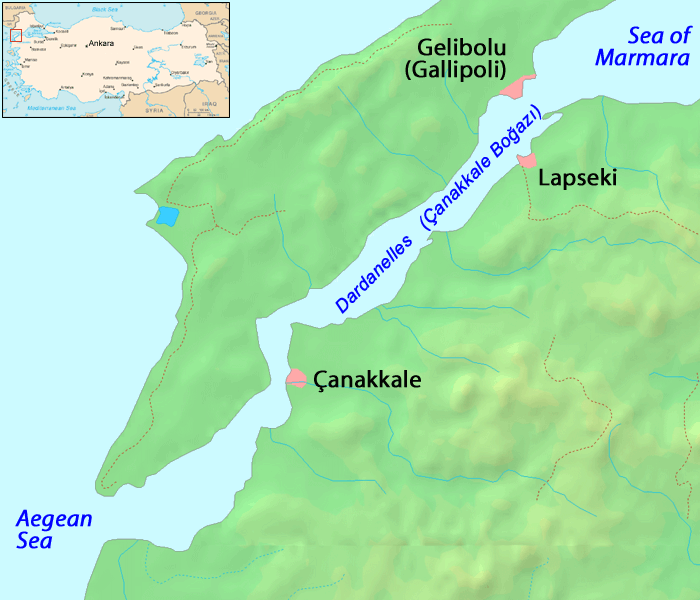
Lage von Lapseki

Lapseki ist eine türkische Kleinstadt an der Ostküste der Dardanellen in der Provinz Çanakkale. Sie ist gleichzeitig Hauptstadt des gleichnamigen Landkreises im Norden der Provinz. Die Stadt vereint über die Hälfte der Kreisbevölkerung (2020: 50,6 %). Von hier aus verkehrt eine Fähre über die Dardanellen nach Gelibolu.
Der Ort liegt an der Stelle des antiken Lampsakos, von dem jedoch fast nichts mehr erhalten ist.
Der Landkreis grenzt im Süden an den zentralen Landkreis (Merkez) Çanakkale und an den Kreis Çan sowie im Osten an den Kreis Biga. Im Norden bilden die Dardanellen
die natürliche Grenze. Neben der Kreisstadt besteht der Kreis aus zwei weiteren Gemeinden (Belediye): Çardak (3721) und Umurbey (2439 Einw.). Zum Kreis gehören des Weiteren noch 40 Dörfer (Köy) mit einer durchschnittlichen Bevölkerung von 196. Adatepe ist mit 1131 das einzige Dorf des Landkreises mit einer Einwohnerzahl über 1000. Die Bevölkerungsdichte des Kreises liegt mit 34 Einwohnern je km² unter der des Provinzdurchschnitts (55 Einwohnern je km²).